# Austin Football Club
Austin Football Club, ou simplesmente Austin FC é um clube de futebol profissional, fundando a 15 de janeiro de 2019 com sede em Austin, no estado do Texas. Disputa desde 2021 a Major League Soccer. Os seus jogos em casa são disputados no seu estádio, o Q2 Stadium.

## História
O Austin FC será o primeiro grande time profissional de primeira divisão na área de Austin. A experiência anterior da cidade com o futebol profissional inclui o Austin Aztex FC, que se mudou para Orlando em 2008 e acabaria por se tornar o Orlando City SC da MLS, a reencarnação de 2011 do Austin Aztex que ficou em hiato indefinido após as inundações do Dia Memorial em 2015 local no House Park e Austin Bold FC, que jogam no USL Championship da segunda divisão no Circuit of the Americas.
Em outubro de 2017, a Precourt Sports Ventures, operadora do Columbus Crew SC, anunciou sua intenção de transferir os direitos de franquia do grupo MLS para Austin para a temporada 2019 MLS.
Em 22 de agosto de 2018, o grupo revelou o nome e o distintivo do clube em um evento na North Door, no lado leste de Austin. O brasão foi projetado pelo estúdio local da marca Austin The Butler Brothers, que explicou o emblema como incluindo a assinatura "Bright Verde" para "projetar a energia vibrante e criativa de Austin", carvalhos entrelaçados que "representam o vínculo entre o clube e a cidade". "e as quatro raízes unindo todas as direções da bússola de Austin, Norte, Leste, Sul e Oeste.
Em outubro de 2018, um grupo sediado em Ohio que inclui Jimmy e Dee Haslam, proprietários do Cleveland Browns da National Football League, e o médico e empresário Pete Edwards, de Columbus, anunciaram a intenção de adquirir o Columbus Crew SC para manter o time. de se mover. Os oficiais da MLS afirmaram que se a transferência dos direitos de operação da tripulação fosse bem sucedida, o Austin FC seria estabelecido como uma equipe de expansão operada pela Precourt para começar a jogar em 2021.
Em 19 de dezembro de 2018, a Precourt Sports Ventures e a cidade de Austin chegaram a um acordo de financiamento para um novo estádio específico de futebol a ser construído em McKalla Place, que deve ser inaugurado no início de 2021. Nove dias depois de finalizar o acordo do estádio, a Precourt Sports Ventures chegou a um acordo em princípio para transferir os direitos de operação do Columbus Crew SC para as famílias Haslam e Edwards em janeiro de 2019.
Em 15 de janeiro de 2019, o Austin FC foi oficialmente anunciado como um clube da MLS com uma data de início em 2021.

## Estádio

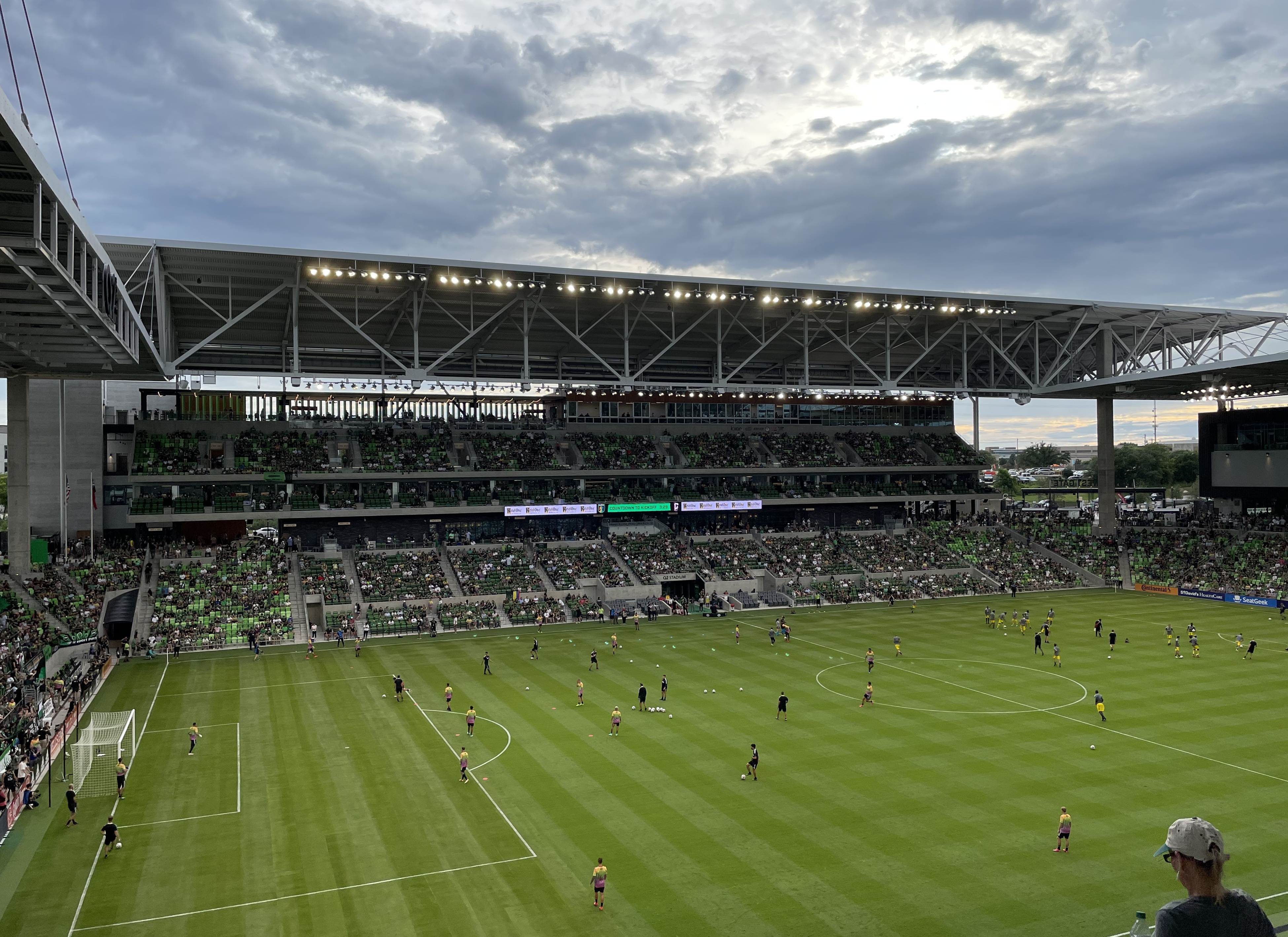
Q2 Stadium em um jogo entre Austin e Columbus Crew

O Austin FC será o operador de um novo estádio Q2 Stadium. O estádio, construído em terras públicas e de propriedade da cidade de Austin, foi financiado pela Precourt Sports Ventures. O contrato foi assinado em 19 de dezembro de 2018. O estádio com capacidade para 20.738 assentos jogou seu primeiro jogo do Austin FC em 19 de junho de 2021.

## Cultura do Clube

### Apoiadores
O Austin FC tem atualmente um grupo de adeptos, o Austin Anthem.

## Uniformes
| 2021 | Ver evolução | Atual |

## Elenco atual
- Atualizado em 25 de janeiro de 2021.

Legenda
- : Capitão
- : Jogador contundido